# Drago Jančar
Drago Jančar (ur. 13 kwietnia 1948 w Mariborze) – słoweński pisarz i eseista, autor sztuk teatralnych.

## Życiorys
Drago Jančar urodził się w Mariborze, jego ojciec, były partyzant, pochodził z Prekmurja. Jančar ukończył szkołę podstawową i Szkołę Techniczną o profilu chemicznym w Rušach. Zapisał się do Wyższej Szkoły Prawnej w Mariborze, gdzie został głównym redaktorem studenckiego pisma Katedra.
Z powodu „szerzenia wrogiej propagandy” w 1974 roku został aresztowany. Bezpośrednią przyczyną aktu oskarżenia była zakazana książka V Rogu ležimo pobiti, opisująca rzeź Słoweńców (domobranów) w Kočevskim rogu, którą Jančar przywiózł z Austrii. Zwolniono go z pracy przy czasopiśmie Večer i został skazany na karę więzienia na czas jednego roku. „W tym samym więzieniu, dla podkreślenia ironii losu, Gestapo zamknęło mojego ojca”. Właśnie wtedy zaczął pisać powieść Galernik. Po napisaniu odwołania został wypuszczony z więzienia po trzech miesiącach. W tym samym roku powołano go do służby wojskowej w Serbii, gdzie był poniżany przez przełożonych. Po odbyciu służby wojskowej zdecydował, że poświęci się pracy pisarskiej. Ze względu na to, że to zajęcie nie przynosiło wystarczających dochodów, zatrudnił się ponownie w redakcji Večera, ale z pracy wkrótce zrezygnował, ponieważ zamiast pisania artykułów wykonywał prace korektorskie.
Zdecydował się na przeprowadzkę do Lublany, gdzie poznał wielu wpływowych artystów i intelektualistów, krytycznie nastawionych wobec restrykcyjnej polityki kulturalnej władz komunistycznych, wśród których byli: Edvard Kocbek, Ivan Urbančič, Alenka Puhar, Dane Zajc, Jože Snoj, Tomaž Šalamun, Marjan Rožanc, Rudi Šeligo i inni. W latach 1978–1980 pracował jako scenarzysta w studiu filmowym Viba Film, zrezygnował ze względu na ocenzurowanie adaptacji scenariusza Vitomila Zupana dla filmu Živojina Povlovicia Żegnaj aż do następnej wojny (Doviđenja u sledećem ratu). W 1981 roku zatrudniono go jako sekretarza w wydawnictwie Slovenska Matica, gdzie pracuje do dzisiaj jako redaktor. W roku 1982 został współzałożycielem pisma Nova Revija, które wkrótce stało się głównym ośrodkiem opozycji w Socjalistycznej Słowenii. Zaprzyjaźnił się z Borysem Pahorem, słoweńskim pisarzem z Triestu, który pisał o swoich doświadczeniach z nazistowskich obozów koncentracyjnych. Pahor miał ogromny wpływ na Jančara, który poświęcił mu esej Człowiek, który powiedział nie (1990), będącym jedną z pierwszych wyczerpujących ocen literatury Pahora oraz roli moralności w okresie powojennym w Słowenii.
Początkowo Jančar nie mógł publikować swoich utworów, ale sytuacja zmieniła się w wyniku stopniowej liberalizacji po śmierci Kardelja i Tity. W połowie lat 80., jego nowele i opowiadania cieszyły się powodzeniem, a sztuki teatralne stały się rozpoznawalne w całej Jugosławii. Pod koniec lat 80., zaczął zdobywać popularność również w innych państwach, zwłaszcza w krajach Europy Środkowej, ale również w Hiszpanii i we Włoszech.

## Praca
Jančar zaczął pisać jeszcze jako nastolatek. Jego pierwsze krótkie nowele zostały opublikowane w czasopiśmie Mladina.
W prozie Jančara odnajdujemy wpływy modernizmu. Jednym z głównych tematów jego dzieł jest konflikt pomiędzy jednostką a instytucjami represyjnymi, takimi jak więzienia, galery, szpitale psychiatryczne i koszary wojskowe. Jest znany ze swojego lakonicznego i ironicznego stylu, często wykorzystuje chwyty tragikomiczne. Większość jego powieści oparta jest na prawdziwych wydarzeniach z historii Europy Środkowej, które uważa za ilustrację kondycji człowieka.
Pisał również eseje i felietony, w których komentował aktualne wydarzenia polityczne i kulturalne. W czasie wojny w Bośni, wyraził swoje poparcie w sprawie bośniackiej i osobiście odwiedził oblężone Sarajewo, aby przywieźć posiłki dla cywili zebrane przez Stowarzyszenie Słoweńskich Pisarzy. Później napisał esej zatytułowany Krótki raport z długo obleganego miasta (Kratko poročilo z dolgo obleganega mesta), w którym zawarł refleksję nad wojną w Jugosławii oraz nad kilkoma ogólnymi kwestiami dotyczącymi dwuznacznej roli intelektualistów w etnicznych, narodowych i politycznych konfliktach.
W latach 90. prowadził polemikę z austriackim pisarzem Peterem Handke dotyczącą rozwiązania Jugosławii.
W latach 1987–1991 był prezesem słoweńskiego PEN Clubu i to stanowisko umożliwiało mu wspieranie początków demokracji w Słowenii. W czasie procesu Janeza Janšy, Ivana Borštnera, Davida Tašicia i Francija Zarla (JBTZ) w 1988, był jednym z organizatorów pierwszej, wolnej, publicznej i politycznej manifestacji w Słowenii po 1945 roku, która miała miejsce na Placu Kongresowym w Lublanie. W czasie pierwszych demokratycznych wyborów w 1990 roku, prowadził aktywną kampanię popierającą kandydata na prezydenta Jože Pučnika. A w czasie słoweńskiej wojny o niepodległość (wojna dziesięciodniowa) pomagał, wraz z kilkoma innymi pisarzami (zwłaszcza Alešem Debeljakiem i Tonem Pavčkiem) manifestować międzynarodowe wsparcie dla niepodległości Słowenii.
Pod koniec lat 90., zorganizował, wspólnie z historykiem Vasko Simoniti, wystawę zatytułowaną Ciemna strona księżyca (Temna stran meseca), która dotyczyła pogwałcania praw człowieka w Słowenii w czasie dyktatury komunistów. W 2000 roku, wywołał kontrowersję esejem Ksenos i ksenofobia, wydanym przez najpopularniejszy w Słowenii dziennik Delo, w którym oskarżył liberalne media o wzburzanie ksenofobii i antykatolicyzmu (sam Jančar jest agnostykiem). Jednakże były to oskarżenia, które powtarzał od 1994, kiedy to w eseju Egipskie garnki mięsa (Egiptovski lonci mesa) oskarżył liberalne media o pomoc w wypromowaniu szowinistycznej Słoweńskiej Partii Narodowej.
Jakkolwiek nigdy aktywnie nie uczestniczył w polityce, to jednak publicznie popierał Słoweńską Partię Demokratyczną w wyborach powszechnych w 2000 i 2004 roku.

## Nagrody i wyróżnienia
Powieści, eseje i nowele Jančara zostały przetłumaczone na 18 języków i wydane w kilku państwach europejskich i azjatyckich, a także w Stanach Zjednoczonych. Również jego sztuki były wystawiane na deskach wielu zagranicznych teatrów. W Słowenii są przebojami scen teatralnych. Jančar otrzymał wiele nagród literackich, w tym Nagrodę Prešerna, najbardziej prestiżową ze słoweńskich nagród literackich, Europejską Nagrodę za Krótką Prozę (Augsburg, 1994) oraz Nagrodę Herdera w dziedzinie literatury w 2003 roku. Jego książka Katarzyna, paw i jezuita została wyróżniona Nagrodą Kresnika za najlepszą powieść w 2000 roku. Od 1995 roku jest członkiem Słoweńskiej Akademia Nauki i Sztuki.
Mieszka i pracuje w Lublanie.

## Dzieła

### Powieści
- Trzydzieści pięć stopni (Petintrideset stopinj) 1974
- Galernik (Galjot) 1978
- Zorza polarna (Severni sij) 1984
- Drwiące żądze (Posmehljivo poželenje) 1993
- Dźwięczenie w głowie (Zvenenje v glavi) 1998
- Katarzyna, paw i jezuita (Katerina, pav in jezuit) 2000
- Budowniczy (Graditelj) 2006
- Drzewo bez imienia (Drevo brez imena) 2008
- Widziałem ją tej nocy (To noč sem jo videl) 2010
- Maj, listopad 2014

### Dramaty
- Dysydent Armoż i jego ludzie (Disident Armož in njegovi) 1982
- Wielki brylantowy walc (Veliki briljantni valček) 1985
- Vsi tiranie mameluki so hud konec vzeli… 1986
- Daedalus 1988
- Upadek Klementa (Klementov padec) 1988
- Śledząc Godota (Zalezujoč Godota) 1988
- Halldstadt (Halštat) 1994
- Zorza polarna (Severni sij) 2005
- Lahka konjenica (2006)
- Niha ura tiha (2007)

### Zbiory opowiadań
- Pielgrzymka pana Houžvički (Romanje gosopda Houžvičke) 1971
- O bladym przestępcy (O bledem hudodelcu) 1978
- Śmierć koło Matki Boskiej Śnieżnej (Smrt pri Mariji Snežni) 1985
- Spojrzenie anioła (Pogled angela) 1992, tłum. Joanna Pomorska
- Augsburg i inne prawdziwe historie (Augsburg in druge resnične zgodbe) 1994
- Upiór z Rovenskiej (Prikazen iz Rovenske) 1998

### Eseje
- Rozbity dzban (Razbit vrč) 1992
- Egipskie garnki mięsa (Egiptovski lonci mesa) 1994
- Brioni 2002
- Dusza Europy (Duša Evrope) 2006

W Polsce wydano jego powieści Galernik (Galjot 1978), Katarzyna, paw i jezuita i Widziałem ją tej nocy, zbiór opowiadań Spojrzenie anioła (Pogled angela 1992) oraz tomy publicystyki literackiej.